# Man lever bara två gånger
Man lever bara två gånger (originaltitel: You Only Live Twice) är en brittisk actionfilm från 1967. Det är den femte James Bond-filmen producerad av EON Productions.

## Titeln
Såväl originaltiteln som den svenska titeln kommer ur en dikt som James Bond skriver i romanen Man lever bara två gånger.

## Handling
En amerikansk rymdkapsel fångas upp i rymden av en oidentifierad farkost. USA misstänker att ryssarna ligger bakom, men den brittiska regeringen tror sig ha spårat farkosten till Japanska havet, något som pekar på att Japan är inblandat. 
Under ett uppdrag i Hongkong blir den brittiske agenten 007, James Bond, förrådd av en kvinna och skjuten – till döds. Efter begravningen visar det sig att Bonds död varit iscensatt för att han ska få mer handlingsutrymme. Han får i uppdrag av sin chef M att undersöka affären med den stulna rymdkapseln på plats i Tokyo. När han anländer blir han kontaktad av den kvinnliga japanska agenten Aki, som leder honom till Dikko Henderson, en britt som levt i Japan i drygt 30 år. Henderson har bevis för att någon i Japan är skyldig och att det definitivt inte är ryssarna, men han blir dödad innan han kan säga mer. Bond jagar ifatt mördaren, dödar honom och tar hans identitet så att hans medhjälpare ska ta honom till deras gömställe. De åker till Osato Industries, där Bond slår ner föraren och tar sig in i industrimagnaten Osatos kontor för att stjäla några av hans dokument. Han tvingas dock fly, men blir räddad av Aki som leder honom till sin chef, "Tiger" Tanaka. Dokumenten innehåller bland annat ett kort på lastfartyget Ning-Po med ett meddelande om att turisterna som tog bilden mördades för säkerhets skull.
Bond åker tillbaka till Osato Industries, i sken av att vilja handla med dem. Osato avslöjar dock Bond och beordrar sin sekreterare, Helga Brandt, att döda hooom. Återigen räddar Aki Bond undan lönnmördarna, och de fortsätter till Kobe där Ning-Po ligger. De överraskas av Osatos hejdukar. Aki kommer undan, men Bond blir infångad. Han vaknar ombord Ning-Po och blir förhörd av Brandt, men lyckas muta henne. När hon sedan ska flyga Bond tillbaka till Tokyo, förråder hon honom, och hoppar ut med en fallskärm, och låter honom tas med ett skadat plan. Bond lyckas rädda planet och återvänder till Kobe.
I Kobe upptäcker Bond att fartyget fraktade flytande syre, som används som raketbränsle. Han och Tanaka hittar ett spår efter lastfartyget, och ber Tanaka att skicka Little Nellie, en autogyro, som sätts ihop av Q. Med Little Nellie hittar Bond en vulkanö som är tungt bevakad, något som bekräftar Bonds misstankar om att det är organisationen S.P.E.C.T.R.E. och dess ledare Ernst Stavro Blofeld som ligger bakom allt. Blofeld gör sig av med Brandt, för att hon misslyckades med att döda Bond.
Under tiden blir en rysk rymdkapsel också uppfångad i rymden, vilket skapar misstro mellan de två supermakterna. Bond och den japanska underrättelsetjänsten förbereder en attack mot ön med ninjor, men en lönnmördare tar sig in och råkar döda Aki istället för Bond. Bond får sedan specialträning i japansk kultur och blir maskerad, och genomgår till och med ett bröllop för att kunna smälta in på ön. Bruden är en av Tanakas elever, Kissy Suzuki, som lever som dykare på ön.
USA tar hotet från det de tror är ryssarna på så stort allvar att de tidigarelägger nästa resa till rymden, vilket förkortar Bonds tidsgräns. Men Kissy räddar situationen genom att berätta om en av öns kvinnor dog i en grotta i närheten av den plats där Bond mött motstånd under utflykten med Little Nellie. Bond och Kissy åker till grottan, men hindras av en dödlig gas. Istället ger de sig upp på vulkanen. Där upptäcker de att vulkanen är ihålig, och att S.P.E.C.T.R.E.:s bas ligger där. Bond smiter in i vulkanen, medan Kissy återvänder för att hämta hjälp. Bond letar reda på astronauterna och friger dem. Med deras hjälp stjäl han en rymddräkt för att infiltrera nästa rymdskyttel som är på väg att skjutas upp för att fånga den amerikanska kapseln. Dock ser Blofeld honom och låter hämta honom medan skytteln åker som planerat.
Blofelds skyttel närmar sig den amerikanska, vilket gör att USA förbereder en attack mot Sovjetunionen. Under tiden försöker Tanaka, Kissy och ninjastyrkan att besegra vulkanens säkerhetsstyrkor. Bond, som träffat Blofeld för första gången, lyckas skapa tillräckligt med kaos för att ninjorna ska komma in. Under striden som uppstår evakueras kontrollrummet, och Osato dödas. Blofeld flyr, tack vare sin livvakt Hans, som Bond dock lyckas döda. Sedan använder Bond självförstörelsemekanismen på S.P.E.C.T.R.E.:s rymdskyttel, innan den hunnit svälja den amerikanska kapseln. Krisen mellan supermakterna är avvärjd.
Men Blofeld har hunnit aktivera vulkanens självförstörelsemekanism. Bond, Kissy, Tanaka och ninjorna flyr från den exploderande vulkanen, in i livbåtar som kastats ner från japanska flygplan. Bond och Kissy får en egen livbåt, och hinner älska innan den fångas upp av M:s ubåt.

## Rollista (i urval)
- Sean Connery – James Bond
- Akiko Wakabayashi – Aki
- Mie Hama – Kissy Suzuki

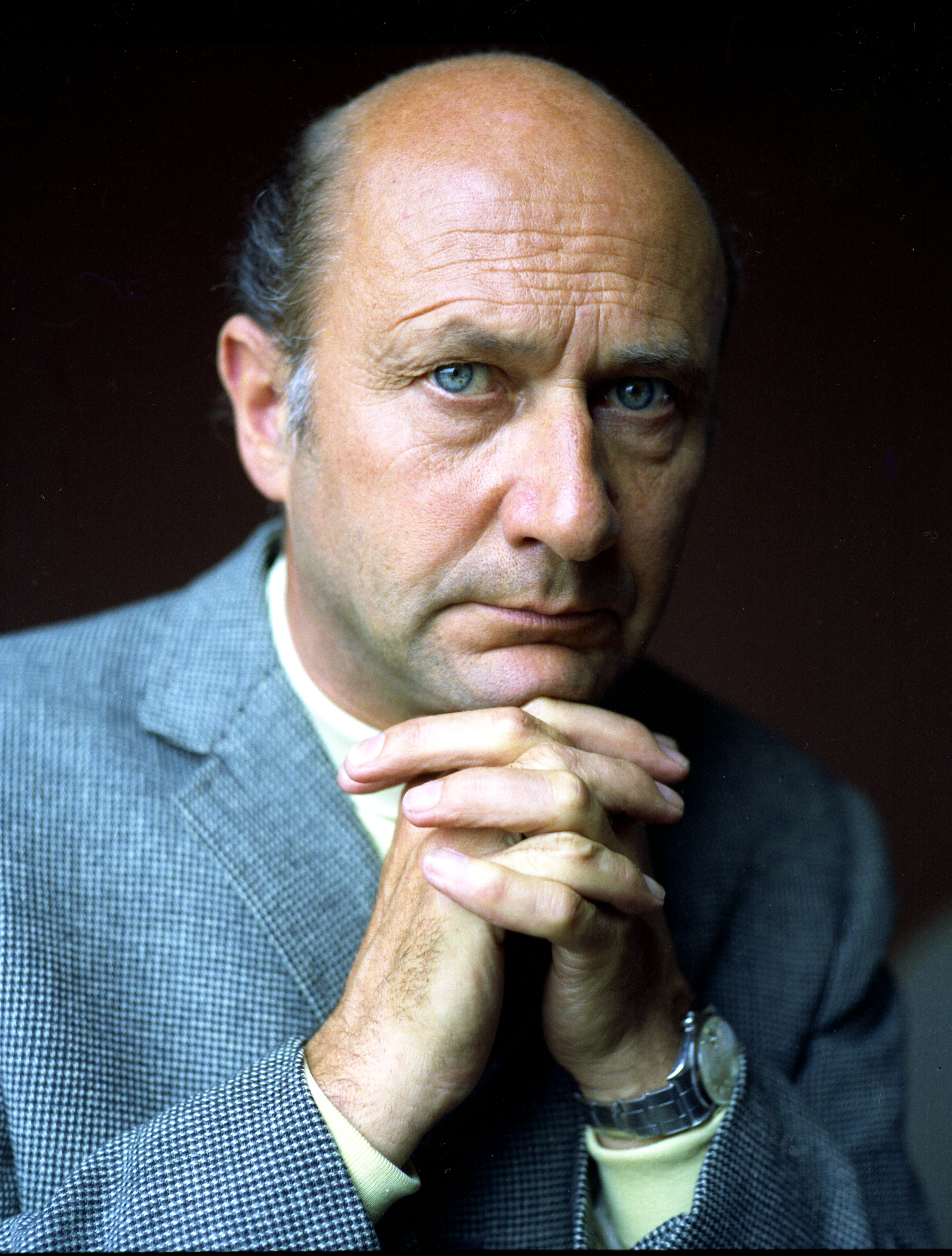
Donald Pleasence

- Donald Pleasence – Ernst Stavro Blofeld
- Tetsurō Tamba – Tiger Tanaka
- Teru Shimada – Mr. Osato
- Karin Dor – Helga Brandt
- Bernard Lee – M
- Charles Gray – Dikko Henderson
- Lois Maxwell – Miss Moneypenny
- Desmond Llewelyn – Q
- Ronald Rich – Blofelds hantlangare

## Produktion

### Förproduktion
Det här är inte första manuset som inte bygger på en bok av Ian Fleming även om filmen skiljer sig mycket från boken Man lever bara två gånger. Några av de element som boken och filmen har gemensamma är till exempel resan till Japan, Bonds infiltration av den japanska fiskebyn, samt figurerna Blofeld, Tanaka, och Kissy. Dock är det här den första filmen som markant skiljer sig från ursprungsboken. Delvis beror det på att filmen gjordes före I hennes majestäts hemliga tjänst medan böckerna kom i omvänd ordning.
Filmens regissör och producenter var en gång nära döden på en hårsmån. Efter de varit i Japan på jakt efter passande inspelningsplatser, hade de bokat ett plan hem igen, men ombokade då de ville se en ninjademonstration med egna ögon. Planet som filmteamet till en början hade tänkt återvända hem med störtade under resan, utan överlevande .

### Filminspelningen

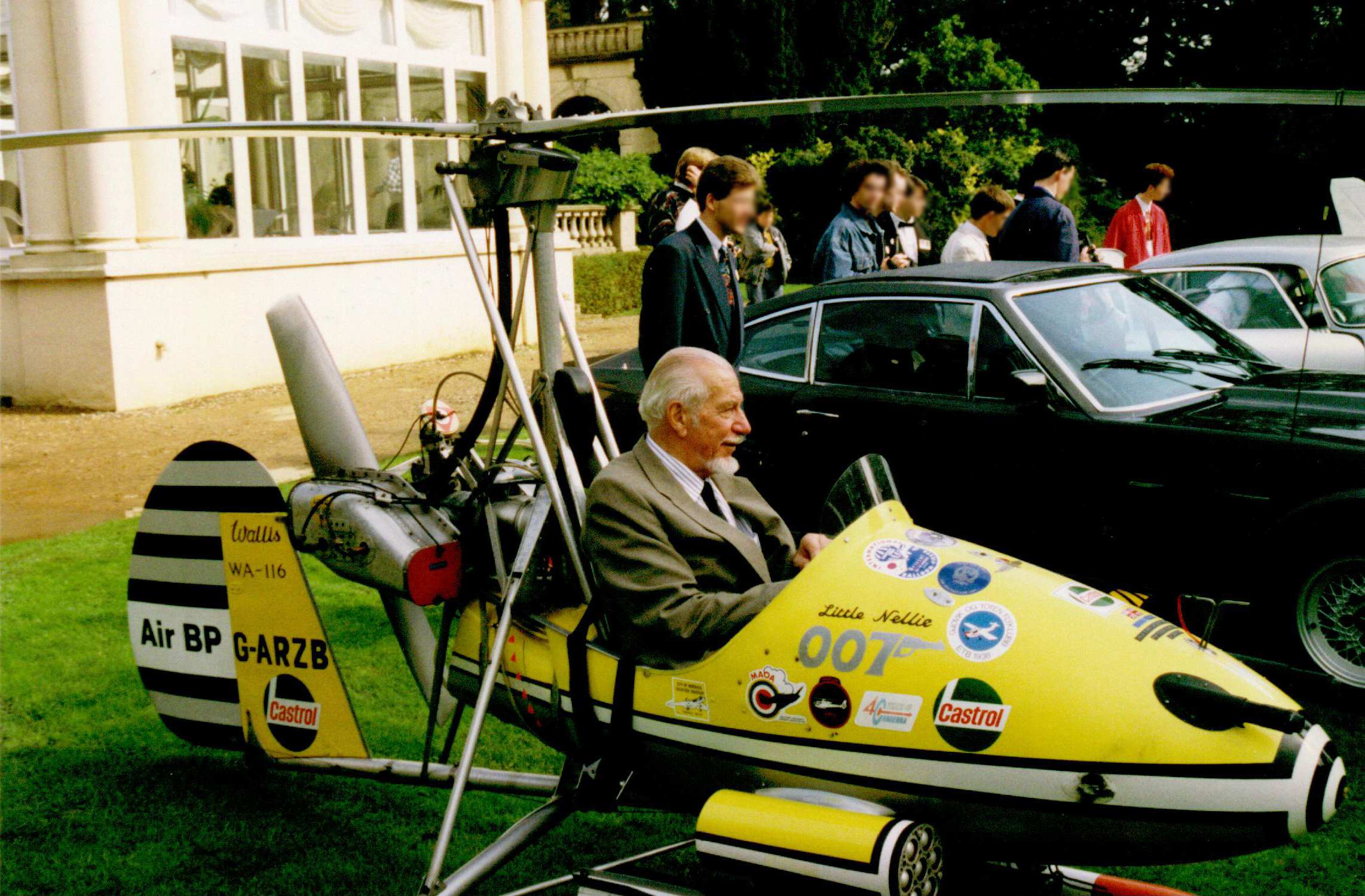
Little Nellie, James Bonds autogyro som kan packas ner i ett par resväskor, här visad av dess konstruktör och pilot, Ken Wallis.

Inspelningen gjordes på flera platser, främst Japan. Under inspelningen blev Sean Connery så förföljd av japaner att han svor att aldrig återvända till rollen som Bond. Han lyckades hålla sig undan i cirka två-tre år innan han blev övertalad att återkomma i filmen Diamantfeber.
Flera scener spelades som vanligt för Bondfilmerna in på Pinewood studios utanför London, England. 
Utebilden av den ryska radarstationen spelades in i Norge, för att man skulle få den perfekta känslan av den nordiska kylan. 
Blofelds katt i filmen blev så skrämd av ljudeffekterna i en av slutscenerna att den rymde från inspelningsplatsen, och hittades inte förrän fyra dagar hade gått .

## Efterproduktion
Filmen klipptes av Peter Hunt.
Förtexterna till filmen filmades av Maurice Binder.

## Musik

### Sånger
Titelmelodin skrevs av John Barry och Leslie Bricusse. Den sjöngs av Nancy Sinatra.

### Soundtrack
Det övriga soundtracket skrevs av John Barry.

#### Originalversion
1. "You Only Live Twice (Main Title)" – Nancy Sinatra
2. "Capsule in Space"
3. "Fight at Kobe Dock/Helga"
4. "Tanaka's World"
5. "A Drop in the Ocean"
6. "The Death of Aki"
7. "Mountains and Sunsets"
8. "The Wedding"
9. "James Bond – Astronaut?"
10. "Countdown for Blofeld"
11. "Bond Averts World War Three"
12. "You Only Live Twice (End Title)" – Nancy Sinatra

#### Remastrad version
1. "You Only Live Twice (Main Title)" – Nancy Sinatra
2. "Capsule in Space"
3. "Fight at Kobe Dock/Helga"
4. "Tanaka's World"
5. "A Drop in the Ocean"
6. "The Death of Aki"
7. "Mountains and Sunsets"
8. "The Wedding"
9. "James Bond – Astronaut?"
10. "Countdown for Blofeld"
11. "Bond Averts World War Three"
12. "You Only Live Twice (End Title)" – Nancy Sinatra
13. "James Bond in Japan"
14. "Aki, Tiger and Osato"
15. "Little Nellie"
16. "Soviet Capsule"
17. "Spectre and Village"
18. "James Bond – Ninja"
19. "Twice Is the Only Way to Live"

## Mottagande
Filmen hade svensk premiär 15 september 1967 på biograferna Rigoletto, Rival, Riverside, Ri-Paraden och Ri-Cora i Stockholm.